# Bulbophyllum mandibulare
Bulbophyllum mandibulare är en orkidéart som beskrevs av Heinrich Gustav Reichenbach. Bulbophyllum mandibulare ingår i släktet Bulbophyllum och familjen orkidéer. Inga underarter finns listade i Catalogue of Life.